# Utha

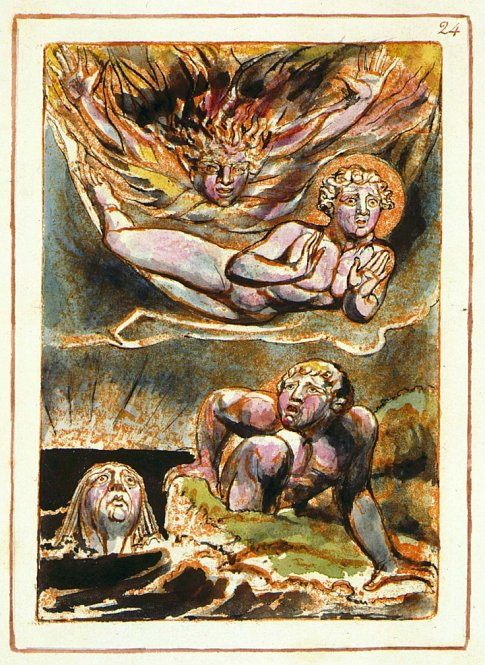
Nascita dei figli di Urizen, The Book of Urizen di William Blake, 1818.

Negli scritti mitologici di William Blake, Utha è il figlio secondogenito di Urizen.
Nel capitolo VIII del Libro di Urizen è brevemente descritta la sua nascita:
[...] Utha,
From the waters emerging laments;
Questi versi lo fanno identificare coll'Acqua dei quattro elementi classici, elementi che nel Libro di Urizen simboleggiano appunto i quattro figli di quest'ultimo. 